# Nejanilini Lake
Nejanilini Lake är en sjö i Kanada.   Den ligger i provinsen Manitoba, i den centrala delen av landet, 2 200 km nordväst om huvudstaden Ottawa. Nejanilini Lake ligger 267 meter över havet.
Trakten runt Nejanilini Lake består i huvudsak av gräsmarker. Trakten runt Nejanilini Lake är nära nog obefolkad, med mindre än två invånare per kvadratkilometer.